# 今里真
今里 真（いまざと まこと、1975年3月11日 - ）は、日本の俳優。香川県出身。ファザーズコーポレーション所属。
身長173cm体重65kg。

## 人物
早稲田大学第一文学部卒。
かつては劇団サッカリンサーカスを経て、フリーとして活動していた。

## 出演

### 映画
- 築城せよ。（2005年） - 主演 ※自主映画
- 真夏の方程式（2013年）
- 東京遭難（2023年） - 浩司 役[4][5]

### テレビドラマ
- 月曜ゴールデン
  - 「内部調査官・水平直の報告書」（2011年） - 高岡将太 役
- JIN-仁- 完結編 第2・3話（2011年）
- ブルドクター（2011年） - 村田孝 役（レギュラー）
- ステキな隠し撮り 〜完全無欠のコンシェルジュ〜（2011年）
- 撮らないで下さい!!グラビアアイドル裏物語 第9・10話（2012年） - 須賀 役
- 宮部みゆきミステリー パーフェクト・ブルー（2012年）
- イタズラなKiss〜Love in TOKYO 第12・13話（2013年） - 大村医師 役
- DOCTORS2 最強の名医 第9話（2013年）
- 神様のベレー帽〜手塚治虫のブラック・ジャック創作秘話〜（2013年）
- 水曜ミステリー9
  - 「嫌われ監察官 音無一六〜警察内部調査の鬼〜 1」（2013年） - 甲山慎次 役
- ミス・パイロット 第11話（2013年）
- 花嫁のれん 3 第48 - 50話（2014年）
- 松本清張ドラマスペシャル・死の発送（2014年）
- HERO 第10話（2014年）
- ビンタ! 〜弁護士事務員ミノワが愛で解決します〜 第6話（2014年）
- 前科ありの女たち（2014年）
- 美女と男子（2015年） - レギュラー
- Dr.倫太郎 第2話（2015年）
- 神谷玄次郎捕物控2 第4話（2015年）
- 探偵の探偵 第1話（2015年）
- 検事・悪玉2（2018年） - 岡崎英也
- 日曜ワイド 「欠点だらけの刑事」（2018年） - 花形誠
- 連続テレビ小説 半分、青い。 第142話（2018年） - 医師
- 知らなくていいコト（2020年） - 内山英嗣
- 青のSP―学校内警察・嶋田隆平―（2021年） - 黒鉄哲夫 役
- ラジエーションハウスII～放射線科の診断レポート～ 第10話（2021年12月6日、フジテレビ） - 柴田医師 役
- 悪女（わる）働くのがカッコ悪いなんて誰が言った? 第9話（2022年6月8日、日本テレビ） - 別府隆太 役
- オールドルーキー 第1話（2022年6月26日、TBS） - 内藤 役
- 風間公親-教場0- 第5話（2023年5月8日、フジテレビ） - 法学部の講師 役
- シッコウ!!〜犬と私と執行官〜 第7話（2023年8月22日、テレビ朝日） - 横沢竜也 役
- 下剋上球児（2023年10月15日 - 、TBS） - 服部秀紀 役
- ギークス〜警察署の変人たち〜 第4話（2024年7月25日、フジテレビ） - 管理官 役

### 舞台
- ルドビコ☆Vol.3「義経-YOSHITSUNE-」紫鬼王編（2008年）
- 明けない夜（2009年）
- ルドビコ☆Vol.4「Little Alice - 少年アリスの時間割」（2009年）
- インテレクチュアル・マスターベーション（2009年）
- 元気で行こう絶望するな、では失敬。（2010年）
- ルドビコ☆Vol.6「HAMLET- 青い薔薇のくちづけ -」（2010年）
- ブロークン・コンソート（2010年）
- クィアK（2010年）
- 窮する鼠（2010年）
- 戦場晩餐（2011年）
- 明けない夜 完全版（2011年）
- ルドビコ☆Plus+Vo1.2 異空間ステージ「花咲ける青少年」（2011年）
- HIDE AND SEEK（2012年）
- 幻戯【改訂版】（2013年）
- 東京裁判

### CM
- DHC（ナレーション）
- ボーダフォン（ナレーション）